# 후지무라 렌
후지무라 렌(일본어: 藤村 怜, 1999년 5월 26일~)는 일본의 축구 선수이다.

## 구단 경력
그는 2017년 J1리그의 홋카이도 콘사돌레 삿포로에 입단했다. 2021년 J2리그의 몬테디오 야마가타로 임대 이적했다. 2022년 홋카이도 콘사돌레 삿포로로 복귀했다. 2023년 J3리그의 이와테 그루자 모리오카로 이적했다. 2024년 J2리그의 더스파 군마로 이적했다.